# لو بالي سور فيين
لو بالي سور فيين (بالفرنسية: Le Palais-sur-Vienne)‏ هي بلدية في مقاطعة فيين العليا في منطقة أقطانية الجديدة غرب وسط فرنسا.